# Progresivní paralýza
Progresivní paralýza, také paralytická demence, generalizovaná obrna, či Baylova nemoc, je v současné době velmi vzácné onemocnění mozku s výskytem zhruba 7 % mezi nemocnými v pozdním stádiu syfilis. Obvykle se dostavuje 10 až 25 let po infekci. Z hlediska patologie se jedná o chronickou progresivní meningoencefalitidu. Onemocnění převažuje mezi muži.
V dnešní době je progresivní paralýza již téměř vymizelé onemocnění, nicméně před objevem penicilinu a jeho hromadného užívání tvořili tzv. paralytici 12 až 20 % pacientů v psychiatrických léčebnách. V anglofonních a frankofonních zemích je tato choroba označována jako general paralysis, nebo paralysie générale. Označení dementia paralytica spolu s ostatními poukazují zejména na postupnou svalovou slabost a duševní degradaci vedoucí až ke konečnému upoutání na lůžko a celkovému marasmu.

## Příznaky, průběh

### Preparalytické stádium
K počátečním projevům patří zejména neurastenické obtíže – nespavost, bolesti hlavy, potíže se soustředěním, vegetativní labilita, podrážděnost. Lze pozorovat časnou dysartrii projevující se obvykle vynecháváním a přesmykováním slabik, objevit se mohou i parestézie. Běžné jsou též závratě, třes jazyka a rukou. Později dochází k celkovému postižení povahových vlastností. Typické je obhroublé vtipkování, impulzivita, hypománie, nebo naopak deprese, či apatie, později bývá spíše tupá euforie až úplná citová vyhaslost. Nemocný zanedbává péči o svůj zevnějšek a práci, oslabena je soudnost, vůle, pozornost i paměť. Časté jsou makromanické a jiné bludy. Mohou se objevit zrakové a sluchové halucinace, iluze, mikrozoopsie.

### Paralytické stádium
Dochází k rozvoji paréz a progresivní demenci. Běžná je šlachová hyperreflexie, pseudobulbární syndrom, dysartrie, afázie. V polovině případů se objevuje tzv. Argyll-Robertsonova zornice (zneokrouhlené, anizokorické zornice s vyhaslou reaktivitou na osvit). Následuje celkové chřadnutí, dochází ke spontánním zlomeninám, výkyvům tělesné teploty, naprostému rozkladu osobnosti a kachexii. Příčinou smrti může být těžký epileptický paroxysmus, tzv. ictus paralyticus.

## Neuropatologie
Základním patologickým korelátem paralýzy je nerovnoměrná difúzní atrofie mozkové kůry, zejména frontotemporální, částečně i parietální. Nadále jsou přítomny rozličné markery typické pro chronické encefalitidy. Měkké pleny jsou zpravidla zbytnělé, leptomeningeální a korové cévy lymfocytárně a plazamticky infiltrované. Lze nalézt demyelinizaci, zmnožení astroglie. V omozečných obalech a kůře se ukládá žlutohnědý pigment hemosiderin (atrophia corticis rubra).

## Typologie progresivní paralýzy
- expanzivní (megalomanická) forma; udávala se, jako nejčastější forma. Příznačné jsou euforická nálada, plané vtipkování, často až mánie s impulzivní a rozhazovačným chováním. Přítomny jsou velikášské bludy s absurdním obsahem (nemocný je císařem světa, spasitelem, který přinese celosvětový mír, vlastní bohatství v řádu triliónů, luskne prstem a zrodí se nový bůh). Dochází k asociálním deliktům, abúzu alkoholu a návykových látek, protizákonné činnosti. Duševní deteriorace a paralýza se rozvíjejí obvykle pomalu, později je četná agresivita.

- melancholická forma; depresivní ladění, ztráta zájmů, hypochondrie, úpadek volní činnosti a myšlení, úzkost, plačtivost, často až citová inkontinece. Bývají mikromanické bludy, opět absurdní povahy (pacient uvažuje o sebevraždě, jelikož myšlenkou přiblížil konec světa o tisíc století, odmítá stravu, protože se v jeho krku se nachází továrenský komplex). Kognitivní poruchy se zde rozvíjejí rychleji, četnější jsou i trofické vředy a proleženiny. Častá je zmatenost, případně až deliria.

- Lissauerova forma; převažuje neurologická symptomatika – poruchy řeči, ataxie, parézy, epileptické záchvaty, třes. Progrese této formy je obvykle rychlejší.

- simplexní forma; nejviditelnější je úpadek osobnosti a otupělost, upadání volních aktivit a zájmů, plíživý úbytek kognitivních schopností, časté jsou i období pasivní euforie a moria (obtěžování, hrubé vtipkování a vulgarismy) připomínající Alzheimerovu nemoc

- taboparalýza; progresivní paralýza s komorbidním tabes dorsalis (atrofie zadních provazců míšních – poruchy chůze, silné vystřelující bolesti v abdominální oblasti, ztráta polohocitu a pohybocitu, spinální ataxie)

- likvorová paralýza; bez neurologických i duševních projevů – pozitivní je pouze rozbor mozkomíšního moku. Jedná se o prodromální stádium nemoci.

- vrozená (juvenilní) a infantilní forma; V prvním případě k nákaze dochází při přenosu z matky na plod, v druhém případě se jedná o nakažení dítěte při kojení. Choroba se projevuje v období dětství nebo adolescence. Příznaky zahrnují především postupnou deterioraci rozumových schopností odpovídající simplexní formě paralytické demence.

## Diagnostika
Velmi zřetelné, osobité znaky této nemoci, jsou abnormality v reflexích pacientovy zornice; tzv. Argyll-Robertsonova zornice – zornice jsou nezvykle úzké, zneokrouhlené a anizokorické (nesoulad velikostí obou zornic), přičemž neodpovídá na osvit při zachovalé reakci na konvergenci – příčinou je léze okohybného nervu – vyskytují se u 50 % nemocných. Diagnosticky cenným ukazatelem se v preparalytickém období stává zejména jazyk – znatelný je jemný třes a záškuby, rovněž neschopnost jej vysunout mimo ústa.
Séropozitivita pro treponematózu se ověřuje TPHA a TPI testy, dříve se hojně využívaly tzv. Wassermanovy reakce. Při vyšetření s podezřením na demenci, či jinou poruchu se tyto zkoušky používají bez výhrad. Rozbor mozkomíšního moku při progresivní paralýze vykazuje přibližně tyto hodnoty.:
- Lymfocytární pleocytóza 50/mm3
- Bílkovina 0, 5 – 2 g/l
- Gamaglobuliny +++, RRR+

## Léčba a prognóza
Před objevem penicilinu, který je při vysokém dávkování úspěšný až v 80 %, a ostatních ATB, jako je doxycyklin, byla progresivní paralýza obvykle smrtelná, vedoucí k úmrtí během tří až pěti let, ačkoliv jsou možné i formy trvající několik měsíců, či deset, patnáct let. K potlačení křečí a organické epilepsie se podávaly antikonvulziva, obvykle fenytoin. Před masovým využíváním penicilinu se od roku 1917 využívalo Wagner-Jaureggovy malarioterapie, která spočívá v naočkování nemocného malárií. Tento postup byl objeven dr. Juliem Wagner-Jaureggem, který si všiml neobjasnitelné úzdravy u paralytiků, kteří prodělali horečnaté onemocnění. Vzhledem k časté úmrtnosti se ovšem postupem času začalo přistupovat k bezpečnějším látkám, jako jsou rozličné toxiny a pyrogeny – spirochéty treponema pallidum obvykle hynou již při tělesné teplotě kolem 38,5 °C. Účinnost této pyroterapie kolísala mezi 30 – 60%, a roku 1927 byla za tento objev dr. Wagner-Jaureggovi udělena Nobelova cena.

## V kultuře a společnosti
Nejznámějším uměleckým počinem zobrazujícím tematiku progresivní paralýzy jsou bezpochyby Petrolejové lampy Jaroslava Havlíčka v postavě Pavla Maliny, a také jeho kinematografické ztvárnění od režiséra Juraje Herze – Petrolejové lampy (1971), kde takto stiženého jedince ztvárnil herec Petr Čepek. Známými osobnostmi, které tímto onemocněním rovněž trpěly, jsou Albrecht z Valdštejna, Josef Mánes (uvažuje se i o poškození mozku, meningeální tuberkulóze), Franz Schubert, Charles Baudelaire, Guy de Maupassant, Friedrich Nietzsche, nebo také otec věhlasného autora sci-fi a horrorů H. P. Lovecrafta, Scott Winfield Lovecraft.